# Pale Sun Crescent Moon
Pale Sun Crescent Moon è il quinto album dei Cowboy Junkies, pubblicato dalla RCA Records nel novembre del 1993.

## Tracce
Brani composti da Michael Timmins, eccetto dove indicato.
1. Crescent Moon – 5:02
2. First Recollection – 4:16
3. Ring on the Sill – 4:22
4. Anniversary Song – 3:11
5. White Sail – 3:45
6. Seven Years – 4:54
7. Pale Sun – 3:39
8. The Post – 4:40 (Joseph Mascis)
9. Cold Tea Blues – 2:47
10. Hard to Explain – 4:37 (Ray Agee)
11. Hunted – 4:03
12. Floorboard Blues – 2:04

Durata totale: 47:20

## Formazione
- Margo Timmins - voce
- Michael Timmins - chitarra
- Alan Anton - basso
- Peter Timmins - batteria

Ospiti
- Jeff Bird - armonica, mandolino, basso a otto corde, percussioni
- Ken Myhr - chitarra solista
- Richard Bell - pianoforte, organo

Note aggiuntive
- Michael Timmins - produttore
- Registrato presso lo Studio 306, Toronto, Canada, aprile 1993
- Robert Cobban - ingegnere della registrazione
- Mixaggio effettuato al Sounds Interchange di Toronto, Canada, luglio 1993
- Robert Cobban - ingegnere del mixaggio
- Colin Caddies - assistente ingegnere del mixaggio[1]